# Dědická nezpůsobilost
Dědická nezpůsobilost (do 31. prosince 1950 také označovaná jako dědická nehodnost; slovensky dedičská nespôsobilosť, německy Erbunwürdigkeit, polsky niegodność dziedziczenia, francouzsky indignité successorale, latinsky indignitas) je vlastnost právního subjektu vztažená ke konkrétnímu zůstaviteli, která spočívá v objektivní právní nemožnosti dotyčné osoby dědit po zůstaviteli. Na rozdíl od vydědění nevyžaduje aktivní jednání ze strany zůstavitele; zůstavitel však zpravidla může po jednání, jímž byly naplněny podmínky pro dědickou nezpůsobilost, dotyčné osobě takové jednání odpustit a tím jí učinit opět dědicky způsobilou.
Osoba, která je na základě důvodů uvedených v zákoně vyloučena z dědického práva, se v důsledku svého činu stala nehodnou něco z dědictví nabýt. Ponechání dědického práva takové osobě, by odporovalo zásadám spravedlnosti i obecné morálce. Při zákonné dědické posloupnosti pak na místo dědicky nezpůsobilého dědice nastupuje jeho potomek, a to i tehdy, pokud vyloučený dědic zůstavitele přežije.

## Dědická nezpůsobilost v současném českém právu
Problematika dědické nezpůsobilosti je upravena v § 1481–1483 občanského zákoníku. Občanský zákoník uvádí čtyři důvody, pro které lze osobu vyloučit z dědického práva. Z dědictví je vyloučen ten, kdo se dopustil činu povahy úmyslného trestného činu proti zůstaviteli nebo členu jeho rodiny, případně ten, kdo se dopustil zavrženíhodného činu proti zůstavitelově poslední vůli. Dotyčná osoba se však stane opět způsobilou dědit, jestliže jí zůstavitel takový čin odpustil. Dále je vyloučen manžel, pokud v době smrti zůstavitele probíhá rozvodové řízení a pozůstalý manžel se vůči zůstaviteli za života dopustil domácího násilí. A nakonec je z dědického práva po dítěti vyloučen rodič, který byl zbaven rodičovské odpovědnosti proto, že zneužíval její výkon, nebo ji závažným způsobem zanedbával. Tato právní úprava platí na území nynější České republiky prakticky od 1. ledna 1951.

### Úmyslný trestný čin
Kromě spáchání samotného trestného činu, uvádí občanský zákoník jako důvod dědické nezpůsobilosti také spáchání činu, který má povahu úmyslného trestného činu. Toto je v zákoně uvedeno proto, aby se vyloučení z dědického práva vztahovalo i na takové činy, kdy spáchaný skutek z nějakého důvodu není trestným činem. Takovým důvodem může být například to, když pachatel není trestně odpovědný z důvodu nedostatku věku. Stejné důsledky má spáchání takového činu proti členu zůstavitelovy rodiny, tedy jeho manželovi, potomkovi nebo předkovi.

### Zavrženíhodné jednání proti zůstavitelově poslední vůli
V tomto případě bude z dědického práva vyloučen ten, kdo by zůstavitele donutil k projevu poslední vůle (např. by ho donutil sepsat závěť), nebo by ho k tomu lstivě svedl. Dále by mohlo jít o případ, kdy poslední vůli zůstavitele překazil, zatajil, zfalšoval, podvrhl, nebo úmyslně zničil. Občanský zákoník zde uvádí pouze demonstrativní výčet případů, nechává tedy prostor pro další výklad podobných případů, na které by se toto ustanovení zákona mohlo vztahovat.

### Prominutí
U obou výše popsaných důvodů pro vyloučení z dědického práva má zůstavitel právo dědici jeho skutek prominout. Pokud takového práva využije, stává se dědic opět způsobilým dědicem. Musí ovšem jít o výslovné prominutí. To znamená, že ho může projevit jakoukoliv formou, ústně i písemně. V případě ústního projevu ale nastává problém, pokud nebyl vysloven před alespoň jednou další osobou, kromě dědice samotného. Za prominutí je také považováno to, kdy zůstavitel, který o skutku spáchaném dědicem prokazatelně věděl, uvede takového dědice do závěti a zároveň neuvede, že mu odpouští. Samotné uvedení takové osoby do závěti bude postačovat.

### Probíhající rozvodové řízení
Jde o situaci, kdy v době smrti zůstavitele probíhá rozvodové řízení, které bylo zahájeno na návrh zesnulého manžela a důvodem bylo páchání domácího násilí právě na osobě zesnulého manžela. K vyloučení osoby, která se dopustila domácího násilí z dědického práva stačí, aby byl v době smrti zůstavitele podán návrh na rozvod. To, že soud v době smrti zůstavitele ještě nerozhodl, nesmí být důvodem pro to, aby byl manželovi, který se dopustil domácího násilí přiznán nárok na dědické právo. Toto ovšem platí jen pokud by manžel, který se dopustil domácího násilí nebyl uveden v poslední vůli, nebo v závěti. Mohlo by se například stát, že zůstavitel sepsal závěť, kde manžela uvedl jako dědice, potom došlo k páchání domácího násilí a zahájení rozvodového řízení, ale poškozený manžel již nesepsal novou závěť. V takovém případě by probíhající rozvodové řízení na dědění manžela nemělo vliv. Pokud by ale k domácímu násilí došlo v takovém rozsahu, že by naplnilo skutkovou podstatu úmyslného trestného činu, vrátili bychom se zpět k prvnímu důvodu pro vyloučení osoby z dědického práva a pozůstalý manžel by dědit nemohl. Vyloučení manžela ze zákonné dědické posloupnosti má ještě jeden důsledek, a to, že jeho vyloučení z důvodu probíhajícího rozvodového řízení z důvodu domácího násilí, zároveň vylučuje z dědické posloupnosti i jeho potomky.

### Zbavení rodičovské odpovědnosti
Ze zákonné dědické posloupnosti po dítěti je vyloučen rodič, který byl zbaven rodičovské odpovědnosti, a to proto, že ji zneužíval, nebo závažným způsobem zanedbával. Pokud dítě nabude zletilosti, vyloučení se na rodiče již nevztahuje a dítě má právo samo rozhodnout, zda svého rodiče povolá za dědice ve svém pořízení pro případ smrti.

## Právní úprava v období do 31. prosince 1950
Všeobecný zákoník občanský stanovil, že nezpůsobilým dědit je
- ten, kdo se dopustil zločinu proti zůstaviteli, pokud z okolností nevychází najevo, že mu zůstavitel odpustil,
- ten, kdo donutil nebo podvodným způsobem svedl zůstavitele k projevení poslední vůle, překazil prohlášení nebo změnu poslední vůle nebo potlačil již zřízené poslední pořízení.

Ti, kdo se u soudu doznali k cizoložství či krvesmilstvu anebo z něho byli usvědčeni, navíc nebyli způsobilí po sobě vzájemně dědit ze závěti.
Nezpůsobilá dědit po svém (bývalém) manželovi byla rovněž těhotná manželka zůstavitele, která po prohlášení manželství za neplatné, rozluce nebo zániku manželství smrtí manžela porušila zákaz uzavřít nové manželství před slehnutím (resp. v případě, že bylo těhotenství pochybné, před uplynutím 180. dne po prohlášení manželství za neplatné, rozluce nebo zániku manželství smrtí manžela; bylo-li však v takovém případě těhotenství podle okolností nebo podle vysvědčení znalců nepravděpodobné, mohl být zákaz ženě po uplytnutí tří měsíců prominut krajským úřadem, resp. v hlavních městech zemí zemským úřadem).